# تنظيف بالموجات فوق الصوتية

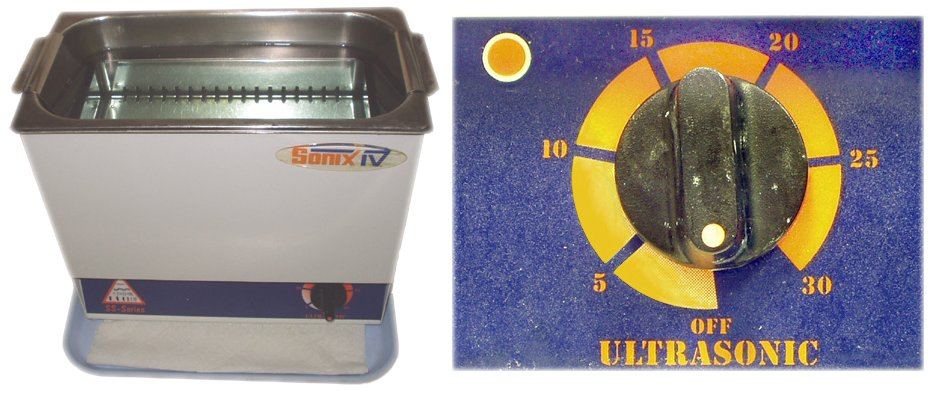

التنظيف بالموجات فوق الصوتية هو جهاز تنظيف يستخدم الموجات فوق الصوتية (عادة 150-400 كيلو هرتز) ومحلول تنظيف مناسب لتنظيف الأشياء الحساسة. والموجات فوق الصوتية ليست فعالة من دون محلول التنظيف، فهي تعزز من تأثير المحلول المناسب لهذا الغرض لتنظيفها.
وهي كثيرا ما تستخدم لتنظيف مجوهرات ثمينة، والعدسات البصرية وغيرها من الأجزاء، والنقود المعدنية والساعات والأدوات الجراحية، والأسنان، أقلام الحبر وقطع الغيار الصناعية والمعدات الإلكترونية وفي الاستخدام اليومي، فمثل هذه الأجهزة قد تكون موجودة في أماكن تصنيع أطقم الأسنان الصناعية وورش تصنيع وصيانة المجوهرات والساعات، أو في ورش إصلاح الإلكترونيات (حيث أنها يمكن أن تستخدم لتنظيف الأجهزة الإلكترونية التي تعرضت لبعض الجسيمات التي تعيق عملها.وبعد دراسات قاطعة، أثبت ان التنظيف بالموجات فوق الصوتية أكثر فعالية بالمقارنة مع أنظمة التنظيف الأخرى المستخدمة في المجال الطبي.

## خصائص عملية التنظيف
- يستخدم فقاعات التجويف لاختراق الثقوب والشقوق، والمفصلات.
- تزيل تماما أي جسيمات ملتصقة والمغروزة بالسطوح الصلبة.
- تستخدم المياه أو مذيب معتدل كمنظف.
- يمكنها تنظيف مجموعة كبيرة من الاشغل أو الأشكال والأحجام.
- قد لا تتطلب أن يتم تفكيك الأدوات قبل تنظيفها.

## مبدأ التصميم والتشغيل
في التنظيف بالموجات فوق الصوتية، يوضع الغرض المراد تنظيفه في إناءخاص الذي يحتوي على محلول مناسب (مائية أو مركب عضوي، اعتمادا على الغرض). بينما في التنظيف المائي، يتم إضافة المواد الكيميائية حتي ينهار التوتر السطحي للقاعدة المياه.و يوجد محول في الإناء لتوليد الموجات فوق الصوتية فتنتج الموجات فوق الصوتية في السوائل عن طريق تغيير الحجم بالتزامن مع إشارة كهربائية في تردد الموجات فوق الصوتية. وهذا يخلق موجات تضاغطية التي تمزق السائل إربا، تاركا وراءه العديد من الملايين من الفراغات 'مجهرية' أو 'فقاعات الفراغ الجزئي' (التجويف)،و التجويف هو ظاهرة تشكل فقاعات من البخار لسائل في منطقة ينخفض فيها ضغط السائل إلى ما دون ضغط البخار.و تنهار هذه الفقاعات مع طاقة هائلة تصل الي 1000 كلفن من درجات الحرارة وضغط 50,000 باوند لكل بوصة مربعة، ومع ذلك، فهي صغيرة جدا بحيث لا تفعل أكثر من تنظيف وإزالة الأتربة والملوثات السطحية. ومع ارتفاع التردد، يسمح للتنظيف بالوصول للمزيد من التفاصيل المعقدة.
و محولات الطاقة وعادة ما تكون المواد كهرضغطية (على سبيل المثال تيتانات زركونات أو تيتانات باريوم)، وأحيانا مغنطيسية (مصنوعة من المواد مثل النيكل أو فريت). وغالبا لا تستخدم المواد الكيميائية الشديدة التي تستخدم في عمليات التنظيف الأخرى، أو تسخدم في تركيزات أقل بكثير. والموجات الفوق صوتية تستخدم في التنظيف الصناعي، وتستخدم أيضا في العديد من التقنيات الطبية وخدمات طب الأسنان والعمليات الصناعية.

## محلول التنظيف
الموجات فوق الصوتية تساعد المحلول في القيام بمهمته، فالمياه عادية لا تكون فعالة، فمحلول التنظيف يحتوي على مكونات مصممة لجعل تنظيف بالموجات فوق الصوتية أكثر فعالية. فعلى سبيل المثال الحد من التوتر السطحي يزيد من مستويات التجويف، وبالتالي فإن المحاليل تحتوي على مخففات جيدة للتوتر السطحي ولكن محاليل التنظيف المائي تحتوي على المنظفات ومرطبات والمكونات الأخرى ويكون لها التأثير الأكبر على عملية التنظيف. التركيبة الصحيحة من المحلول تعتمد على الغرض المراد تنظيفه. وتستخدم المحاليل الدافئة، في حوالى 50-65 درجة مئوية (149 درجة فهرنهايت).
| مكونات المادة                                                                                              | نوع القطع | الملوثات                                                                                        | محلول التنظيف المناسب                                                                                         |
| --- | --- | ----------------------------------------------------------------------------------------------- | --- |
| الحديد والصلب والفولاذ المقاوم للصدأ                                                                       | مصبوبات، ختم، وأجزاء آلة، أسلاك، والمحاقن وقود الديزل                                                              | رقائق وزيوت التشحيم، وأكاسيد خفيفة                                                              | الكاويات عالية                                                                                                |
| الحديد والصلب والفولاذ المقاوم للصدأ                                                                       | النفط مروي، قطع غيار السيارات المستعملة ؛ سلك بخير والفلاتر متكلسة                                                 | النفط الشحوم متفحمة، وسخاة الكربون، ودائع سخام ثقيلة                                            | الكاويات عالية silicated                                                                                      |
| الحديد والصلب والفولاذ المقاوم للصدأ                                                                       | حلقات تحميل، وأجزاء المضخة، شفرات السكين، صنابير الحفر، والصمامات                                                  | رقائق، مركبات شحذ، الزيوت، الشموع                                                               | القلوية المتوسطة                                                                                              |
| الحديد والصلب والفولاذ المقاوم للصدأ                                                                       | دوارات، والمكونات الإلكترونية التي تتأثر بالمياه أو تطرح مشاكل تجفيف، شفرات السكين، والمرشحات متكلسة               | مركبات التلميع والصقل القطع المتنوعة وغيرها من التربة                                           | المذيبات المكلورة                                                                                             |
| الالومنيوم والزنك                                                                                          | مصبوبات، مرشحات الهواء، وقطع الغيار المستعملة، المكربن السيارات، والصمامات، وعناصر التحول والأسلاك                 | رقائق ومواد التشحيم وسخام عامة                                                                  | متوسطة القلوية، خصيصا لمنع حفر المعدن، أو محايد الاصطناعي (عادة ما تكون في شكل السائل)                        |
| النحاس والنحاس الأصفر (أيضا الفضة، والذهب والقصدير والرصاص والقصدير)                                       | لوحات الدوائر المطبوعة، الدليل الموجي، ومكونات التبديل، ودبابيس التوصيل، والمجوهرات (قبل وبعد الطلاء)، حلقات تحميل | رقائق والأوساخ، ومواد التشحيم، وأكاسيد الخفيفة، والبصمات، وبقايا التمويع، والتلميع ومركبات اللف | متوسطة القلوية، silicated، أو محايد الاصطناعية (ربما مع هيدروكسيد الأمونيوم لإزالة أكسيد النحاس)              |
| المغنيسيوم                                                                                                 | المسبوكات وقطع التشكيل                                                                                             | رقائق وزيوت التشحيم واوساخ المتجر                                                               | الكاويات العالية مع وكلاء chelating                                                                           |
| المعادن المختلفة                                                                                           | الأدوات المعالجة حراريا، وقطع غيار السيارات، والنحاس لوحات الدوائر المطبوعة، المرشحات ذات أعين دقيقة               | أكسيد الطلاء                                                                                    | خلائط احماض من معتدلة إلى قوية محددة لأكسيد ومنطقة المعادن الأساسية للجزء المراد تنظيفه (باستثناء المغنيسيوم) |
| الزجاج والسيراميك                                                                                          | أنابيب التلفزيون، أنابيب الإلكترونية، وأجهزة المختبرات، وعدسات التصوير والبصرية المغلفة وغير المغلفة               | رقائق والبصمات والوبر، واوساخ متجر                                                              | متوسطة القلوية أو محايدة الاصطناعية                                                                           |
| البلاستيك                                                                                                  | العدسات، أنابيب، لوحات، محولات                                                                                     | رقائق وبصمات والوبر، والأوساخ متجر                                                              | متوسطة القلوية أو محايدة الاصطناعية                                                                           |
| مختلف المعادن، والبلاستيك (النايلون، تفلون، الايبوكسي، الخ)، والطلاء العضوي عندما لا يمكن معلجتها ب المياه | نقلات الدقة، والمفاتيح الكهربائية، ولوحات الدوائر المطبوعة، مضاعفات الحركة مصغرة، مكونات الكمبيوتر                 | الوبر، وغيرها من الجسيمات، وغيرها من الزيوت الخفيفة                                             | Trichlorotrifluoroeth                                                                                         |

## الأستخدامات في الطب
بغض النظر عن الانضباط الطبي، وجعل التنظيف بالموجات فوق الصوتية الحياة أسهل لجميع المشاركين. فمجالات التي استفادت من الاستخدام الفعال للتنظيف بالموجات فوق الصوتية تتضمن صناعة الأسنان، الجراحة، طب العيون، والطب البيطري
فالأدوات الجراحية وأدوات طب الأسنان تكون ملوثة بشدة بالدم واللعاب ويجب تنظيفها تماما قبل التعقيم.و تنظيف ينطوي على ازالة الحطام من أداة أو جهاز. فإذا لم تتم إزالة الأنقاض الواضحة، سوف تعرض عملية التطهير أو التعقيم للفشل. لذلك التنظيف الآلي بالموجات فوق الصوتية هو الأكثر كفاءة من ناحية التنظيف.
في المستشفيات والعيادات، وأصبحت أداة التنظيف بالموجات فوق الصوتية الجراحية أداة لازمة. فبينما يجب التخلص من جميع المحاقن بعد استخدام واحد، فإنه ليس من المجدي اقتصاديا التخلص من كل الأدوات. ولذلك، فمن الضروري أن تتم إزالة كافة الدم والأنسجة واللعاب، والحطام من الأدوات الجراحية.
والآن التنظيف الموجات فوق الصوتية مستخدم على نطاق واسع من قبل أطباء العيون وأخصائيي البصريات، ومرضاهم. فيمكن التنظيف بالموجات فوق الصوتية البصرية لادوات بصرية مثل العدسات اللاصقة والنظارات الطبية.

## الأستخدامات الأخرى
منظفات بالموجات فوق الصوتية تستخدم في صناعة السيارات، والرياضة، والطباعة، والبحرية، والطبية والصيدلانية، والطلاء بالكهرباء، ومكونات محرك الأقراص الصلبة، والهندسة، وصناعات الأسلحة. وتستخدم أيضا تجريبيا تحديد الثوابت المرنة للكثير من المواد المتباينة الخواص، فالموجات فوق الصوتية عادة ما يتم إرسالها فقط من خلال المواد بزاوية قائمة على سطح المادة (متعامدة).و لكن في المياه يمكن تحديد زاوية لحدوث موجة طولية، وحمل كل من موجات طولية وعرضية في المواد. ثم عن طريق قياس الوقت الرحلة لكل من الموجات، يمكن تحديد الثوابت المرنة للمادة.
مواد مناسبة لتنظيف بالموجات فوق الصوتية الصلب الغير قابل للصدأ والصلب المعتدل والألمنيوم والنحاس ووغيرها من السبائك، والخشب والبلاستيك والمطاط، والقماش.